# 溴化铬
溴化铬是一种无机化合物，化学式为CrBr3。无水物可由铬和溴的反应得到，水合物可由三氧化铬和氢溴酸反应，从溶液中结晶得到。
溴化铬可以和乙二胺、二甲基亚砜等配体形成配合物。